# ノクティス迷路
ノクティス迷路（英: Noctis Labyrinthus; "the labyrinth of the night" 夜の迷路）は、火星のマリネリス峡谷とタルシス地域の境にある迷路状の地形である。地図上ではフェニキス湖地域に位置している。

## 地形

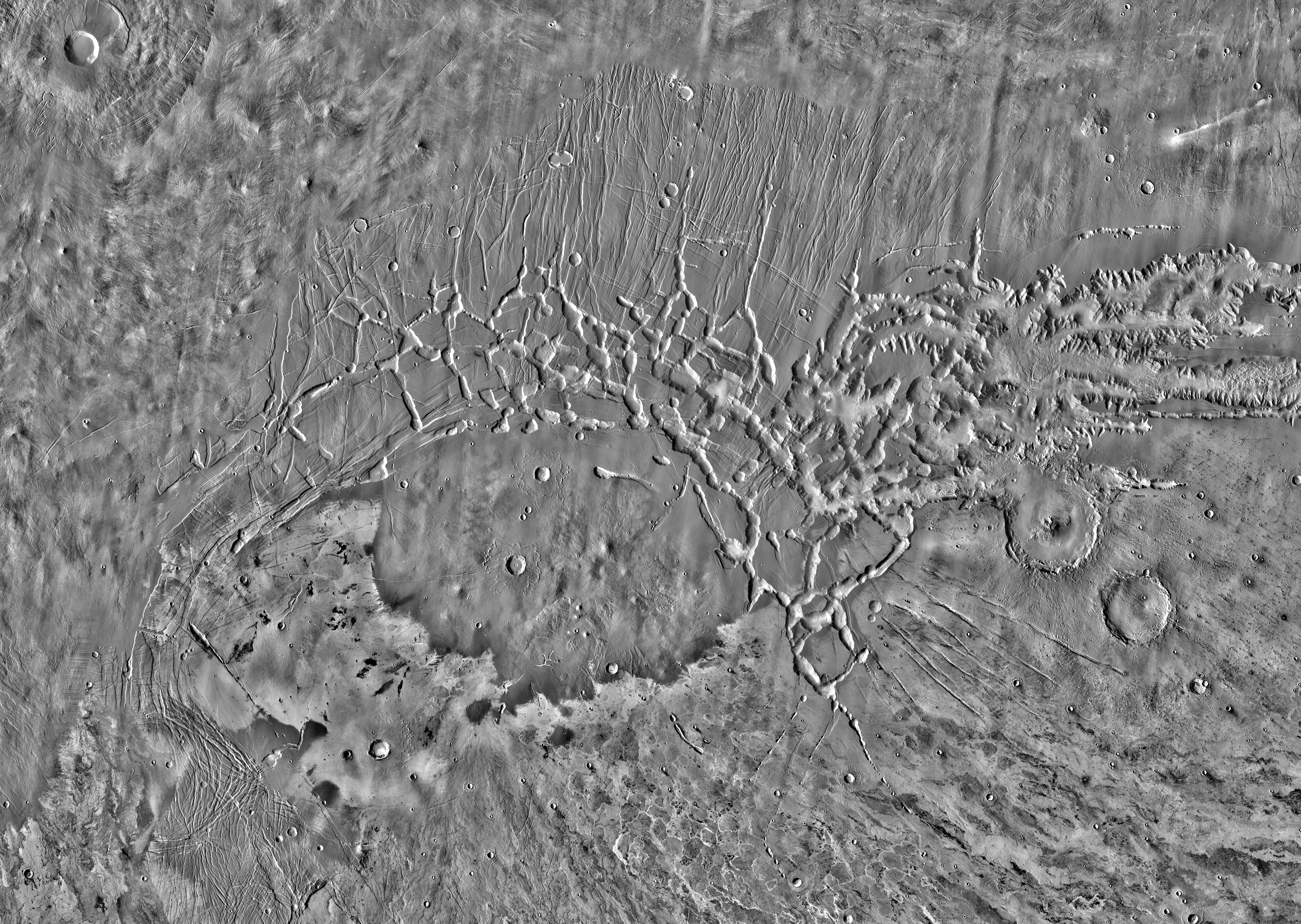
ノクティス迷路の高解像度画像。多数の谷が様々な方向へと延びている。上部左には楯状火山のパヴォンニス山が見える。

ノクティス迷路はその名の通り、まるで迷路のような深く切り立った斜面の谷が入り組んだ複雑な地形である。この迷路の谷は断層により形成されたもので、多くの場所で古い時代の地溝の跡を、谷底に残された元々は上の平野を構成していた地層とともに見ることができる。谷底の地表のところどころには、地すべりにより形成された跡も存在する。こうした断層はタルシス地域の火山活動が引き金となって形成されたと考えられる。2009年の研究では、この地域の地層から粘土や硫酸塩、含水硫酸塩といった様々な鉱物が発見されたことが示された。

## 画像

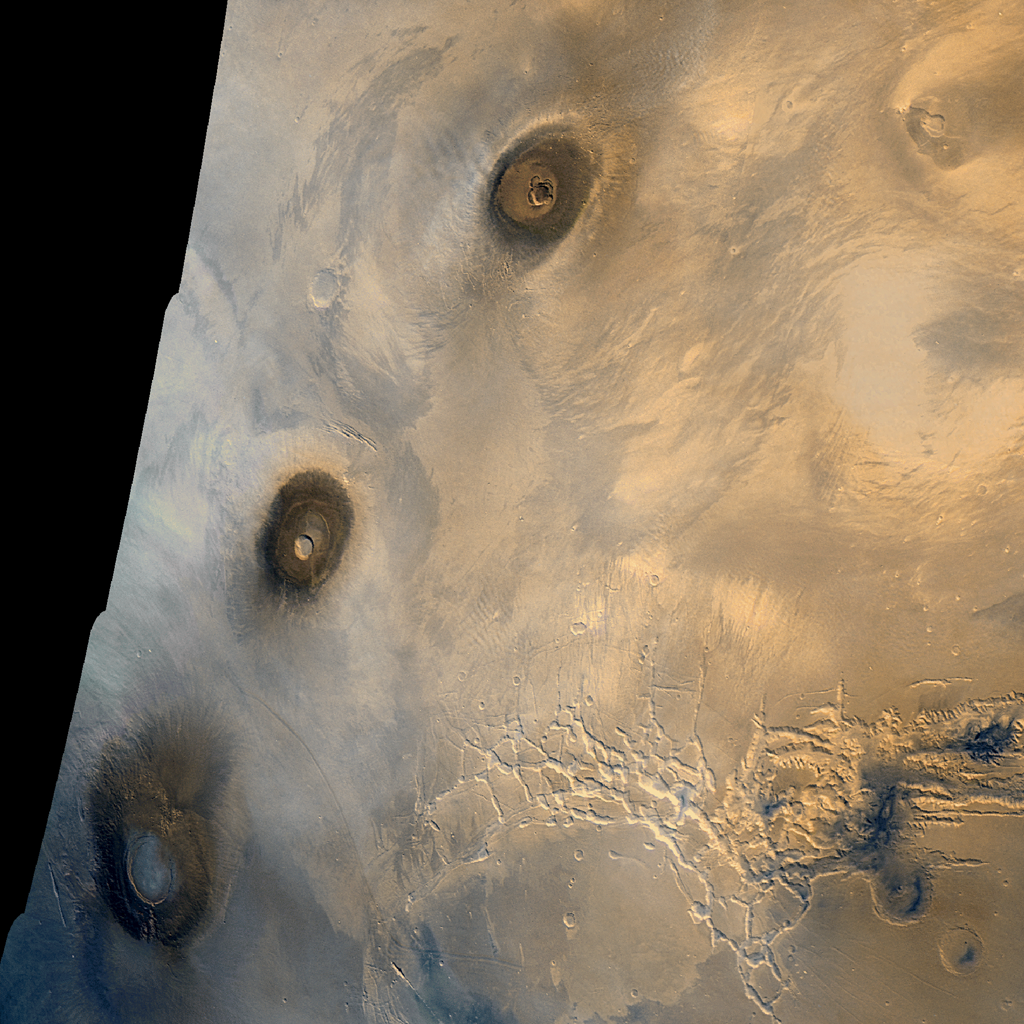
ノクティス迷路（右下）とタルシス三山（左）。
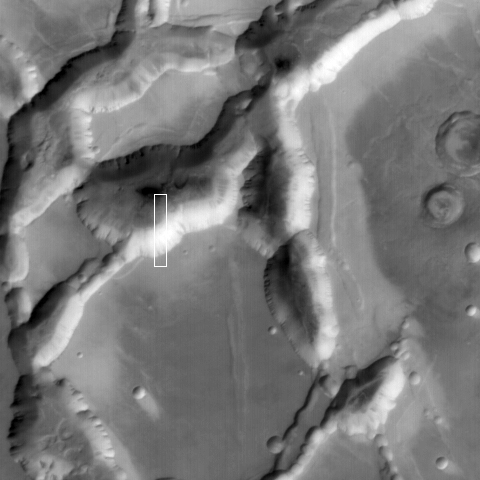
ノクティス迷路の一部（MGS撮影）。
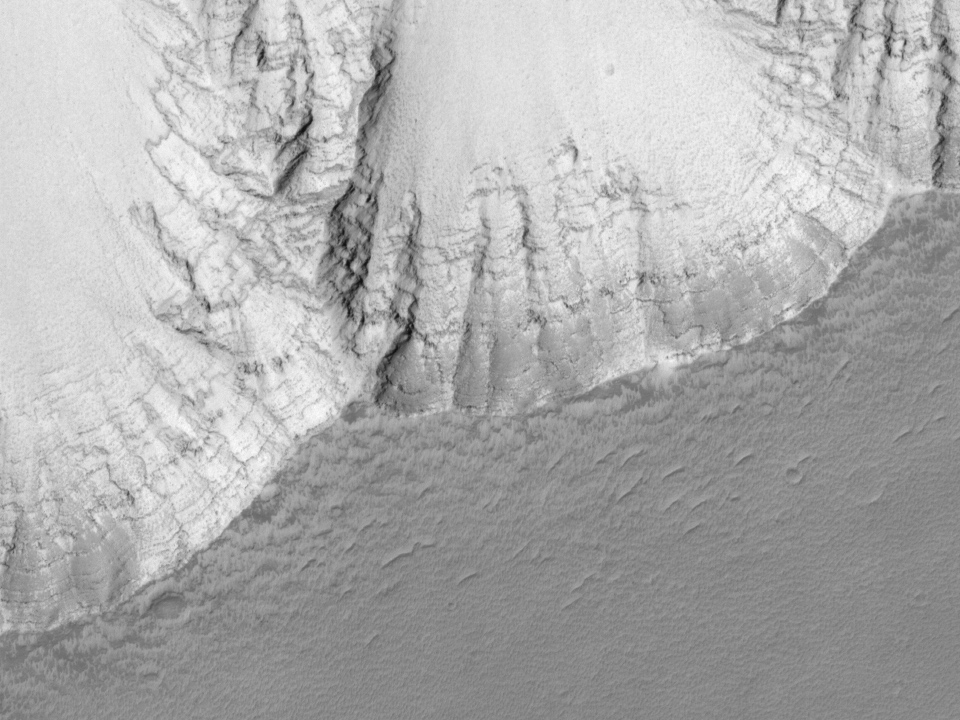
ノクティス迷路の壁面の地層（〃）。
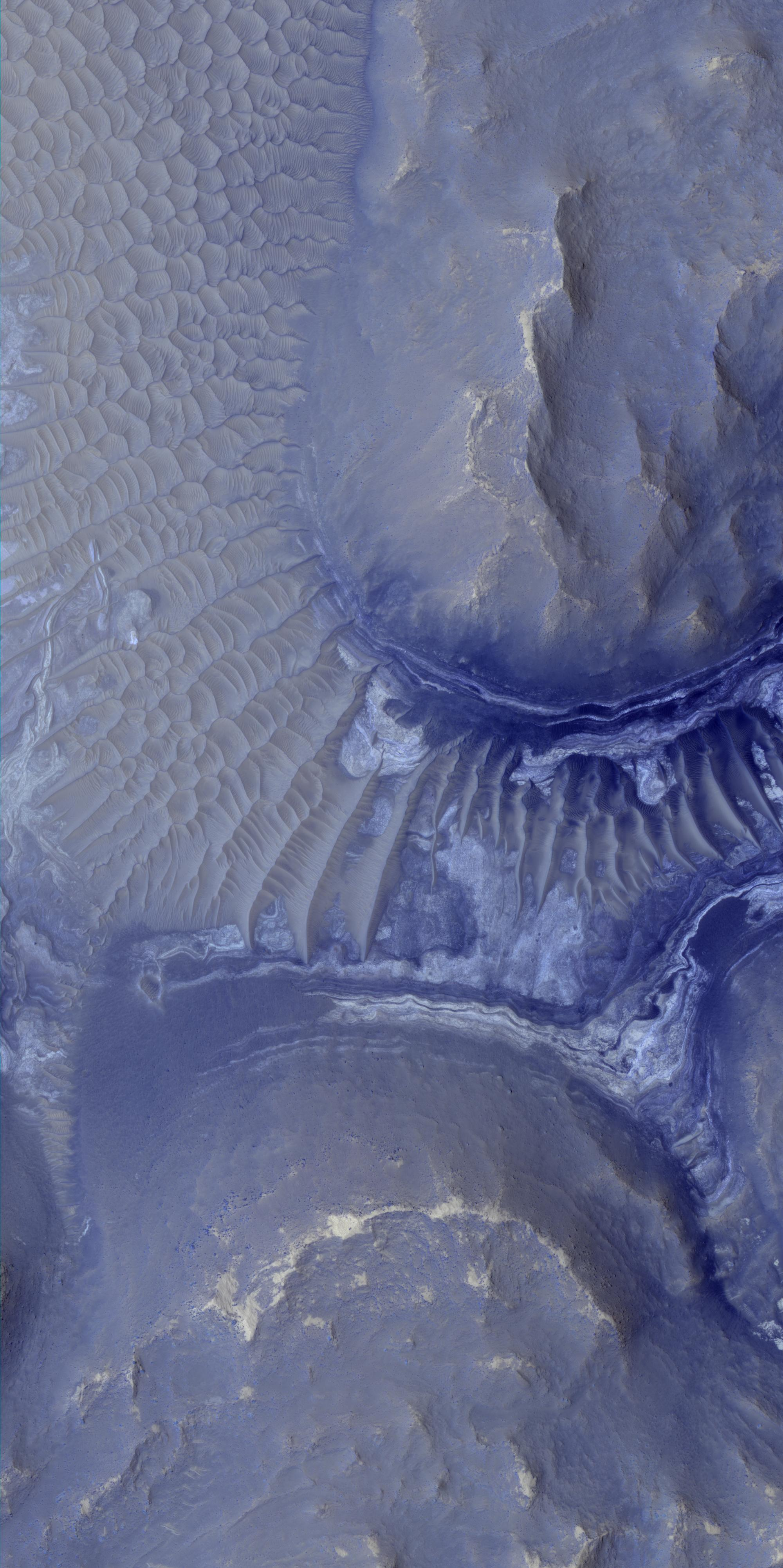
迷路内の2つの小さな丘に挟まれた地層。
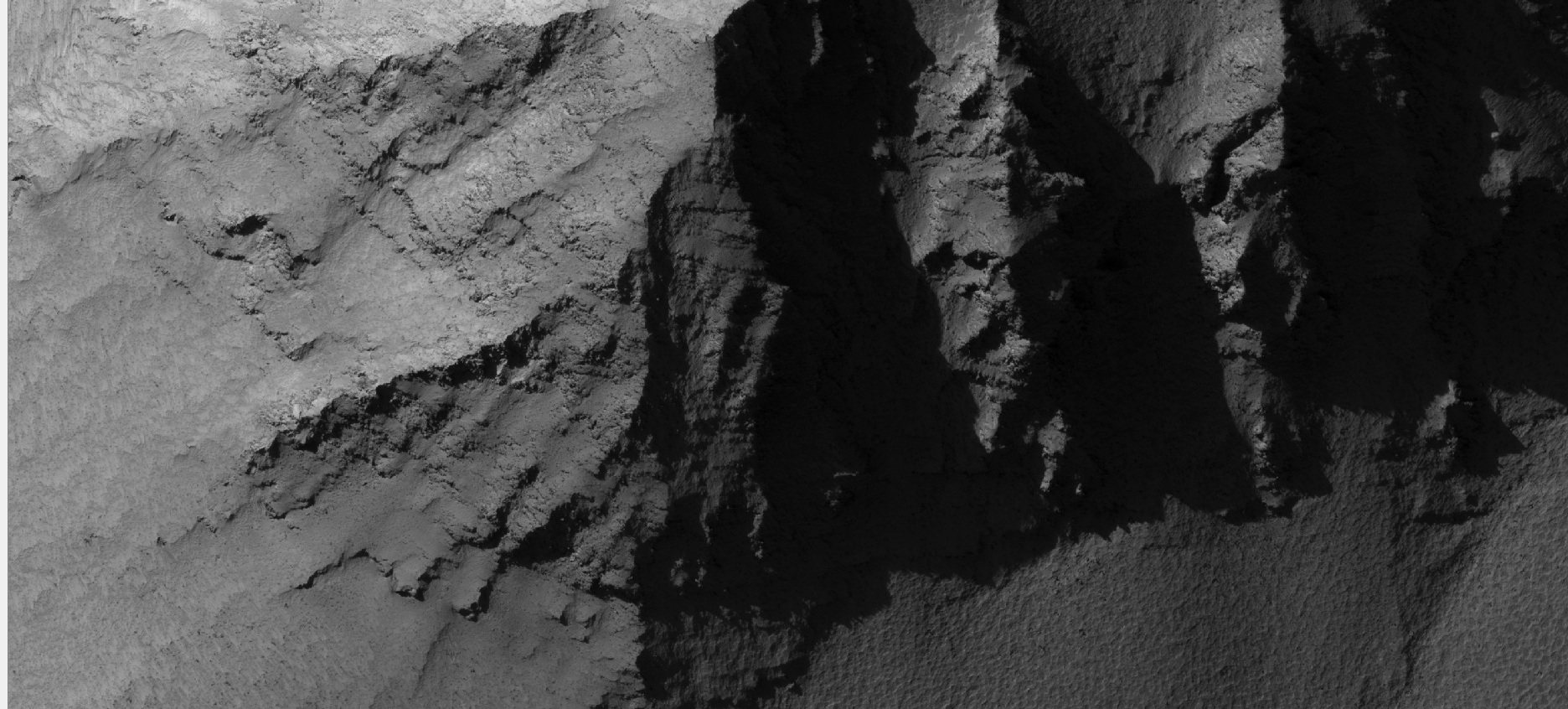
壁面上部の地層（MRO撮影）。
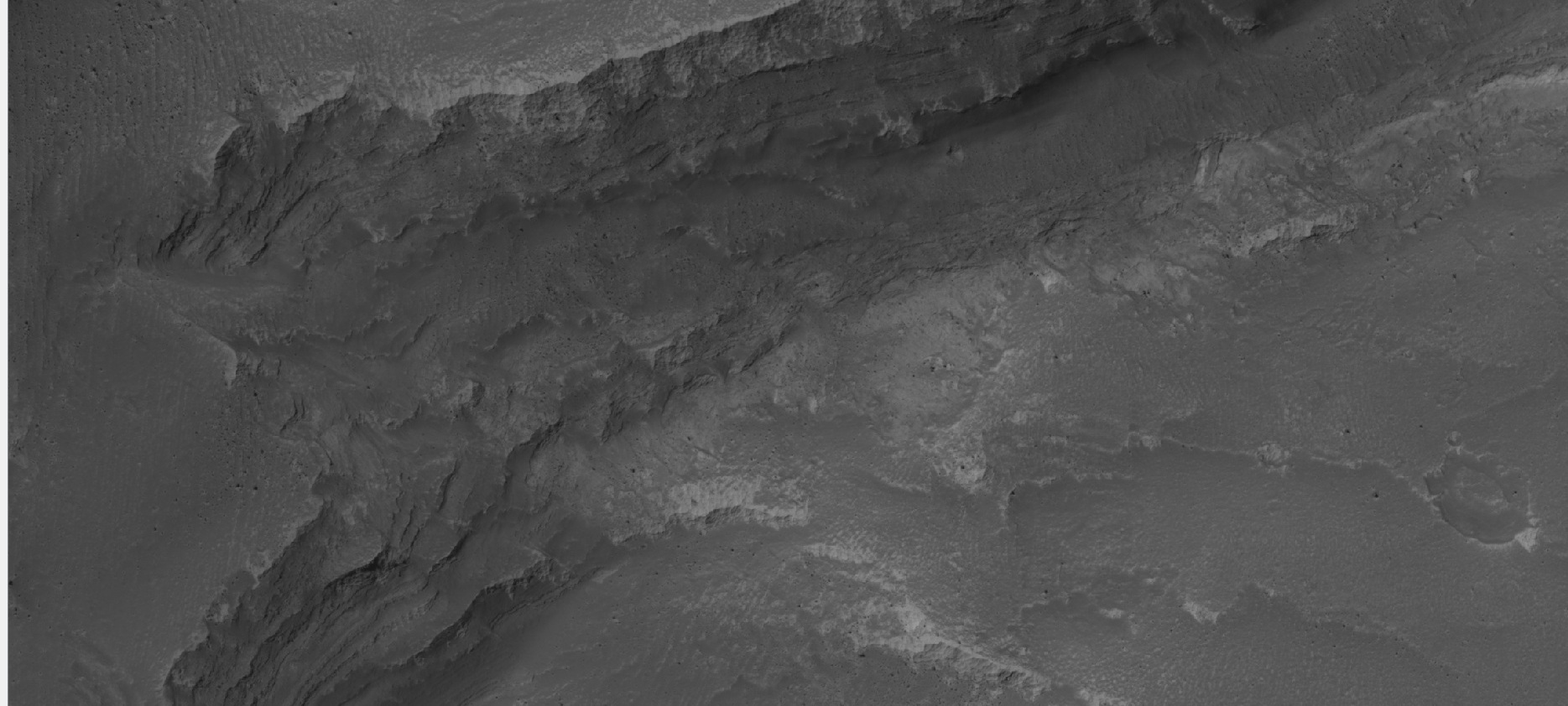
壁面下部の地層（〃）。
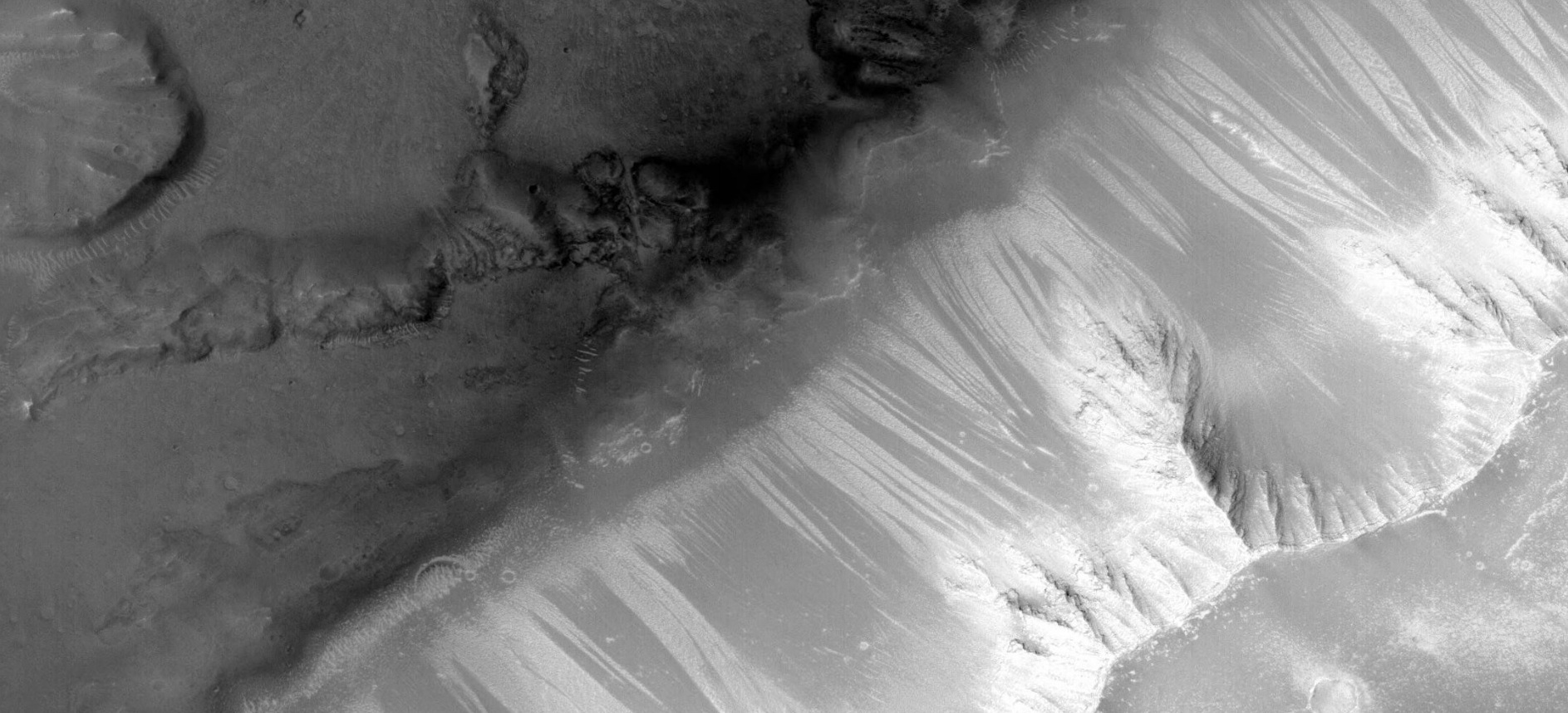
ノクティス迷路の壁面。
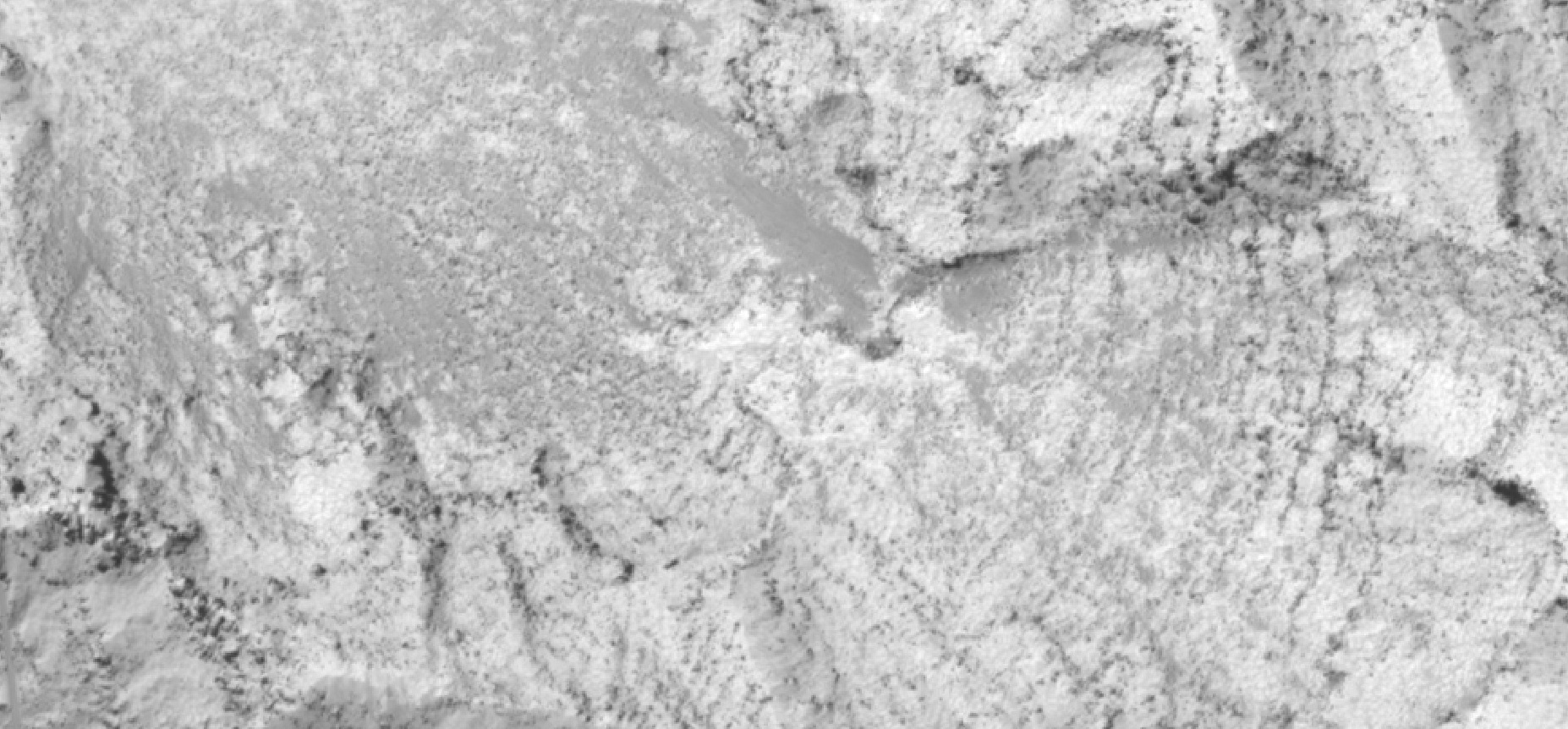
先の画像の地層部分の拡大（MRO撮影）。